# Hripavci
Hripavci bosnyák falu Bosznia-Hercegovinában, a Bosznia-hercegovinai Föderáció Una-Szanai kantonjában, Ključ községben. 

## Fekvése
Bosznia-Hercegovina nyugati részén, Bihácstól légvonalban 75, közúton 95 km-re délkeletre, Ključtól légvonalban 5, közúton 10 km-re északra, a Grabež és az Otava magaslatai közötti fennsíkon fekszik. 

## Népessége
| Nemzetiségi csoport | Népesség 1991 | Népesség 2013 |
| ------------------- | ------------- | ------------- |
| Szerb               | 70            | 0             |
| Bosnyák             | 634           | 529           |
| Horvát              | 0             | 1             |
| Jugoszláv           | 0             | 0             |
| Egyéb               | 8             | 1             |
| Összesen            | 732           | 531           |

## Története
A határában a „Gradina” nevű lelőhelyen, egy kisméretű platón található leletek tanúsága szerint itt már az őskorban is éltek emberek. A leletek korát a szakemberek a bronzkorban és a vaskorban határozták meg. Hripavci területe a középkorban is lakott volt. Ahmedini nevű településének területén ma is megtalálhatók a középkori temető maradványai. Az itt talált hat sírkőtípus a 14-15. században terjedt el Bosznia-Hercegovina, Szerbia, Horvátország és Montenegró területén, és a 10. századi Bulgáriában feltűnt, a kereszténység főáramlatának behódolni nem akaró, Boszniában élő bogumilok sírkövei voltak. A bogumilok többsége az oszmán-törökök európai hódítása során áttért az iszlám hitre.
Hripavci 1878-ig tartozott az Oszmán Birodalomhoz, majd az Osztrák-Magyar Monarchia része lett. 1879-ben az első osztrák-magyar népszámlálás során a faluban 52 házat és 336 muszlim lakost számláltak. 1910-ben a településen 80 házat és 461 muszlim lakost találtak. A monarchia szétesésével 1918-ben előbb a Szerb-Horvát-Szlovén Királyság, majd 1929-től a Jugoszláv Királyság része. 1921-ben 74 házat és 384 lakost számláltak itt. 1945-től a település a szocialista Jugoszlávia része volt.
1992. június 26-án szerb erők támadták meg a települést, a lakosságot fenyegetéssel kiterelték a házakból, melynek során többeket megöltek. A Ramići, Krasulje, Hripavci és Ošiljak elleni szerb támadásnak összesen 21 halálos áldozata volt. Ezután a férfiakat a ključi Nikola Mačkić általános iskolába hajtották, ahol sokakat megöltek. A mecsetet a szerbek lerombolták. A boszniai háború idején település 1995 szeptemberéig a szerb félkatonai egységek uralma alatt állt, amikor a Bosznia-Hercegovinai Hadsereg, a Horvát Védelmi Tanács (HVO) és a Horvát Hadsereg (HV) által vezetett közös akciók során visszafoglalták. A csekély szerb lakosság a visszavonuló szerb csapatokkal együtt elmenekült a faluból. 2013-ban lakossága kettő kivételével muszlim volt. 

## Nevezetességei
- A falu mecsete mai formájában 2011-ben épült és 2011. július 30-án nyílt meg. A korábbi mecsetet a falu megszálló szerbek 1992-ben lerombolták.[10]

- Ahmedini – a településrészen a Bašča nevű helyen középkori temető maradványai találhatók, melynek díszítetlen sírkövei közül 6 db stećak fennmaradt. A sírok nyugat-keleti tájolásúak.[4]

- Gradina (Jodanovica gradina) – határában egy sziklás platón őskori település maradványai találhatók. Erődítések nyomai nem látszanak és a vékony humuszos talajrétegen kívül nem maradt fenn más kultúrréteg sem. Korát a bronzkorra és a vaskorra teszik.[4]